# Maulden
Maulden är en ort och civil parish i Storbritannien.   Den ligger i kommunen Central Bedfordshire i riksdelen England, i den södra delen av landet, 60 km norr om huvudstaden London. Maulden ligger 78 meter över havet och antalet invånare är 2 306.
Terrängen runt Maulden är platt. Runt Maulden är det mycket tätbefolkat, med 1 266 invånare per kvadratkilometer. Närmaste större samhälle är Luton, 17,1 km söder om Maulden. Trakten runt Maulden består till största delen av jordbruksmark.